# Circus pygargus
L'albanella minore (Circus pygargus (Linnaeus, 1758)) è un uccello rapace della famiglia degli Accipitridi diffuso in una fascia di territorio che dall'Europa occidentale e dall'Africa nord-occidentale giunge fino all'Asia centrale.

## Descrizione

### Dimensioni
Misura 39-49 cm di lunghezza, per un peso di 227-305 g nel maschio e di 254-445 g nella femmina; l'apertura alare è di 102-123 cm.

### Aspetto
L'albanella minore è la più piccola e la più gracile delle quattro albanelle europee. Ha una sagoma più snella e più affusolata di quella dell'albanella reale o del falco di palude. Il maschio e la femmina sono completamente diversi. Il maschio è caratterizzato da un piumaggio grigio cenere, più scuro di quello dell'albanella reale. In volo, visto dal basso, è possibile distinguere due bande nere sotto le secondarie, mentre dall'alto ne è visibile solo una. Diversamente dall'albanella reale, l'estremità dell'ala è completamente nera. La femmina o l'immaturo hanno parti inferiori di colore rossiccio brillante e parti superiori di colore bruno-rossastro striato di nero. Il groppone è bianco e la coda è attraversata da numerose bande trasversali. A causa delle somiglianze nell'aspetto, è possibile confonderli con la femmina o l'immaturo dell'albanella reale.

### Voce
Generalmente silenziosa, ha un richiamo nuziale rapido, sonoro e ripetuto yik-yik dai toni alti.

## Biologia

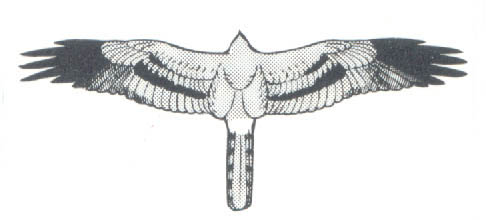
Sagoma dell'albanella minore.

È un uccello migratore, che arriva nei terreni di nidificazione in aprile e riparte in agosto-settembre per andare a trascorrere l'inverno nell'Africa a sud del Sahara o nell'Asia meridionale. Caccia alla posta o volando ad altezza molto bassa. A 2 o 3 metri dal suolo, sorvola i campi e i fossi in lunghe planate silenziose. Il successo delle sue cacce dipende essenzialmente dalla sua capacità di sorprendere la preda. Creatura socievole, l'albanella a volte nidifica in colonie libere e stabilisce dormitori che possono comprendere diverse decine di uccelli.

### Volo
Virtuosa delle acrobazie, la coppia si rende particolarmente evidente per le sue parate nuziali nel corso delle quali esegue lunghe planate che terminano con una caduta in avvitamento. Non ha inoltre praticamente eguali nell'abilità di scambiarsi le prede in volo. È il rapace dotato del carico alare più basso, di appena 0,2 g/cm².

### Alimentazione
Date le sue modeste dimensioni, l'albanella minore si nutre principalmente di micromammiferi (arvicole, topi selvatici), ma anche di quei passeriformi che hanno l'abitudine di trascorrere il loro tempo a terra quali le allodole, zigoli e ballerine. In effetti, l'albanella non insegue le sue prede e quelle che riescono ad avere riflessi così rapidi da spiccare il volo hanno in genere salva la vita. Anche rettili (lucertole, orbettini e giovani colubri) e insetti di grossa taglia (cavallette, grilli, maggiolini, carabi) costituiscono una parte significativa della sua dieta. In rare occasioni, se ne ha la possibilità, può spingersi ad assalire prede di dimensioni più grandi come pernici, fagiani, conigli e persino lepri.

### Riproduzione

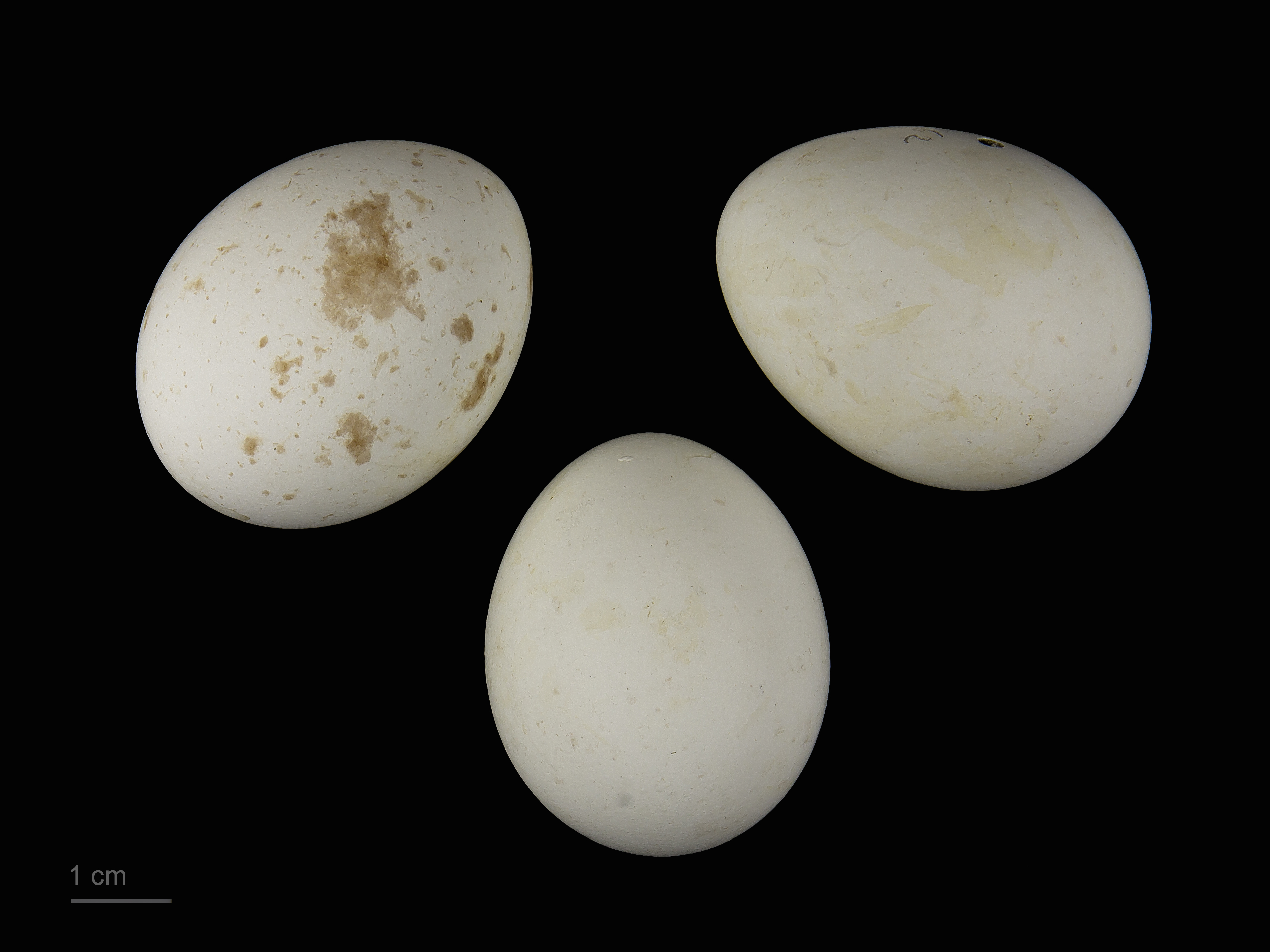
Uova di Circus pygargus

Le coppie si formano quando gli uccelli raggiungono l'età di 2 o 3 anni. Questo legame si protrae generalmente per l'intera durata della loro vita, anche se possono verificarsi alcuni casi di poligamia o di cambio di partner. Questa specie esegue una parata nuziale abbastanza complessa e simile a quella del falco di palude. Entrambi gli uccelli volano insieme fino a raggiungere altitudini molto elevate creando una serie di cerchi nel cielo. I due partner si scambiano il nutrimento, effettuano dei tonneaux, dei giri della morte e ogni sorta di acrobazie, spesso con gli artigli ben divaricati. Il nido, spesso di piccole dimensioni, è costruito sul terreno tra la vegetazione erbacea, il che spiega perché molte nidiate sono minacciate al momento della mietitura. In maggio-giugno, la femmina depone da 3 a 5 uova la cui incubazione dura tra 28 e 35 giorni. Le giovani albanelle lasciano il nido camminando dopo 3 settimane, ma l'involo ha luogo solo dopo 35 o 40 giorni.

## Distribuzione e habitat
Non ha un tipo di habitat prediletto. È possibile trovarla in zone umide, come paludi, polder e torbiere, ma si osserva principalmente in paesaggi aperti come steppe, brughiere, praterie, campi di cereali e di graminacee dove trova condizioni più favorevoli per la nidificazione e la caccia. Durante la stagione di nidificazione, l'albanella minore è presente in quasi tutta l'Europa (fatta eccezione per la Scandinavia e parte dell'Europa centrale). Il suo areale prosegue attraverso la Russia, il Kazakistan e la Siberia occidentale, fino al fiume Enisej.

## Conservazione
La specie è diminuita drasticamente negli ultimi anni. Le cause principali di questo declino sono la distruzione dei nidi provocata dalle opere di raccolta dei cereali, la caccia e la scomparsa degli habitat. Questa specie è abituata a costruire nidi tra le colture, ma i raccolti precoci, resi possibili grazie alla modernizzazione dell'agricoltura, fanno sì che la mietitura avvenga quando i giovani non hanno ancora lasciato il nido.
La popolazione è stabile in Italia ma il numero di individui maturi è stimato 520-760 (Brichetti & Fracasso 2003, BirdLife International 2004)
La specie rientra pertanto nella categoria Vulnerabile (VU), a causa del ridotto numero di individui maturi e presenza di minacce.
La minaccia principale per la specie è rappresentata dalle uccisioni dei nidiacei ad opera di macchine agricole (Italia centrale, Cauli et al. 2009) e dalla distruzione dei siti riproduttivi (Italia settentrionale, Ravasini com. pers.).
Le minacce principali degli uccelli rapaci:
- riduzione degli habitat idonei alla nidificazione.
- avvelenamento primario (ingestione di bocconi avvelenati)
- avvelenamento secondario in particolare da pesticidi, topicidi (usati in agricoltura e dai privati), piombo (usato nella caccia).
- bracconaggio.
- elettrocuzione (impatto con i cavi delle linee elettriche).
- impatto con pale eoliche.